# 方言
方言 （ほうげん）は、ある言語が地域によって別々な発達をし、音韻・文法・語彙などの上で相違のあるいくつかの言語圏に分かれていると見なされた時の、それぞれの地域の言語体系のこと。言語変種の一つ。同一地域であっても、社会階層や民族、年齢や性別といった社会集団によって、また場面の違いによっても言葉は異なるが、「方言」という概念にそうした差異を含む場合、地域による違いを地域方言、社会集団などによる違いを社会方言と言う。言語学のうち、特に方言を研究対象とするものを方言学というほか、方言と関係の深いものに言語地理学や社会言語学がある。

## 概説
言語は変化しやすいものであるため、地域ごと、話者の集団ごとに必然的に多様化していく傾向があり、部分的に他の地域や集団とは異なる特徴を持つようになったものを方言と呼ぶ。時が経って方言同士がそれぞれ異なる方向に変化し、やがて意思の疎通ができなくなると、ある段階で各々の方言は別の言語とみなされるようになる。同じ語族に属する言語とは、理論上、一つの言語（祖語）内の方言が変化して別言語に枝分かれしたものである。
方言はその地域に住む社会集団と結びついたものであり、長期間にわたって同一地域での定住があるとはっきりした相違が生じ、短期間のうちに大規模な人の移動が起こったような地域では相違は小さい。そのため、その言語の使用地域の広さと方言の差異の大きさは必ずしも比例せず、例えばグレートブリテン島とアメリカ合衆国本土を比較した場合、面積は後者の方が広いが、英語の地域差は前者の方が大きい。
一般に「方言」というと、標準語や共通語といった規範的あるいは広く通用する言葉と比較して、それらと異なる特徴を持つ言葉を指すことが多い。また、「トーキビは北海道の方言だ」のように、特定の地域に特有の単語（「俚言」という）を指して「方言」ということもある。そのため、標準語や共通語との際立った相違がない場合、しばしば「方言がない」といわれることがある。しかし、言語学における「方言」は、標準語や共通語と比較して近いか遠いかにかかわらず、単語や発音や文法など様々な面から構成される地域ごとの言語体系として捉えるものである。

### 用語
日本語の「方言」という語は中国語に由来し、中国では漢代に既に『方言』という名の方言辞典が編まれている。日本の文献における初出例は820年頃成立の『東大寺諷誦文』で、「如来は世界のあらゆる言葉に通じていて、相手の言葉に合わせて説法なさる」という話において、「その地域・集団の言葉」という意味で「方言」が使われている。
「方言」の言い換えとして、地域で使われる言葉全体を指すことを明確にするために「地域語」と呼ぶ人や、生活に根ざした言葉という意味で「生活語」と呼ぶ人もいる。土着の言葉という意味で「土語」という語もある。その他、方言を意味する日本語には「御国言葉」「国言葉」「土地言葉」などがあり、地名に「弁」（東北弁、関西弁など）や「言葉」（東言葉、上方言葉など）を付けることで特定の方言を示す。また、地方特有の発音を「方音」、標準的ではないとされる発音やそれを用いた言葉遣いを「訛り」「訛音」「訛語」「訛言」「片言」などという。
日本語の「方言」にあたる英語には"accent"と"dialect"があるが、"accent"は「訛り・方言」についての一般的な単語で、"dialect"はやや学術的な感じを持つ。社会言語学での主流の解釈では、"accent"は日本語の「訛り」に対比される。「訛り」とは、方言の一要素であり「ある言語内における発音の個人や社会集団差」である。それに対して"dialect"は日本語の「方言」に対比され、発音に限らない言語体系の多様性を表し「ある言語内における発音や文法、語彙といった言語体系全体の個人や社会集団差」とされる。なお、英語圏の言語学者が"dialect"と言う場合、職業・趣味などが一致する者同士の間でのみ通じる表現（専門用語・業界用語・隠語・符牒）を含むことがある。

## 「言語」との違い
「言語」と「方言」の違いは曖昧である。隣接するA地方とB地方、B地方とC地方ではそれぞれ意思疎通が可能で、A地方とC地方では意思疎通ができなくなるような場合、どこまでが同一言語でどこからが別の言語かを線引きすることは難しい（方言連続体）。国境の有無や、友好国同士か敵対国同士かといった政治的・歴史的な条件、正書法の有無・差異などを根拠に「言語」と「方言」の区別が議論されることもある。「言語」と「方言」を分ける客観的基準は存在せず、「世界にいくつの言語が存在するか」という質問への明確な答えも存在しない。「言語」と「方言」の違いを説く有名な警句に「言語とは、陸軍と海軍を持つ方言のことである」というものがある。
ユネスコでは「言語」と「方言」を区別せず、全て「言語」として統一して取り扱っている。

## 世界各地の方言の実例
「言語」と「方言」の境界が曖昧な事例は、世界中で見られる。

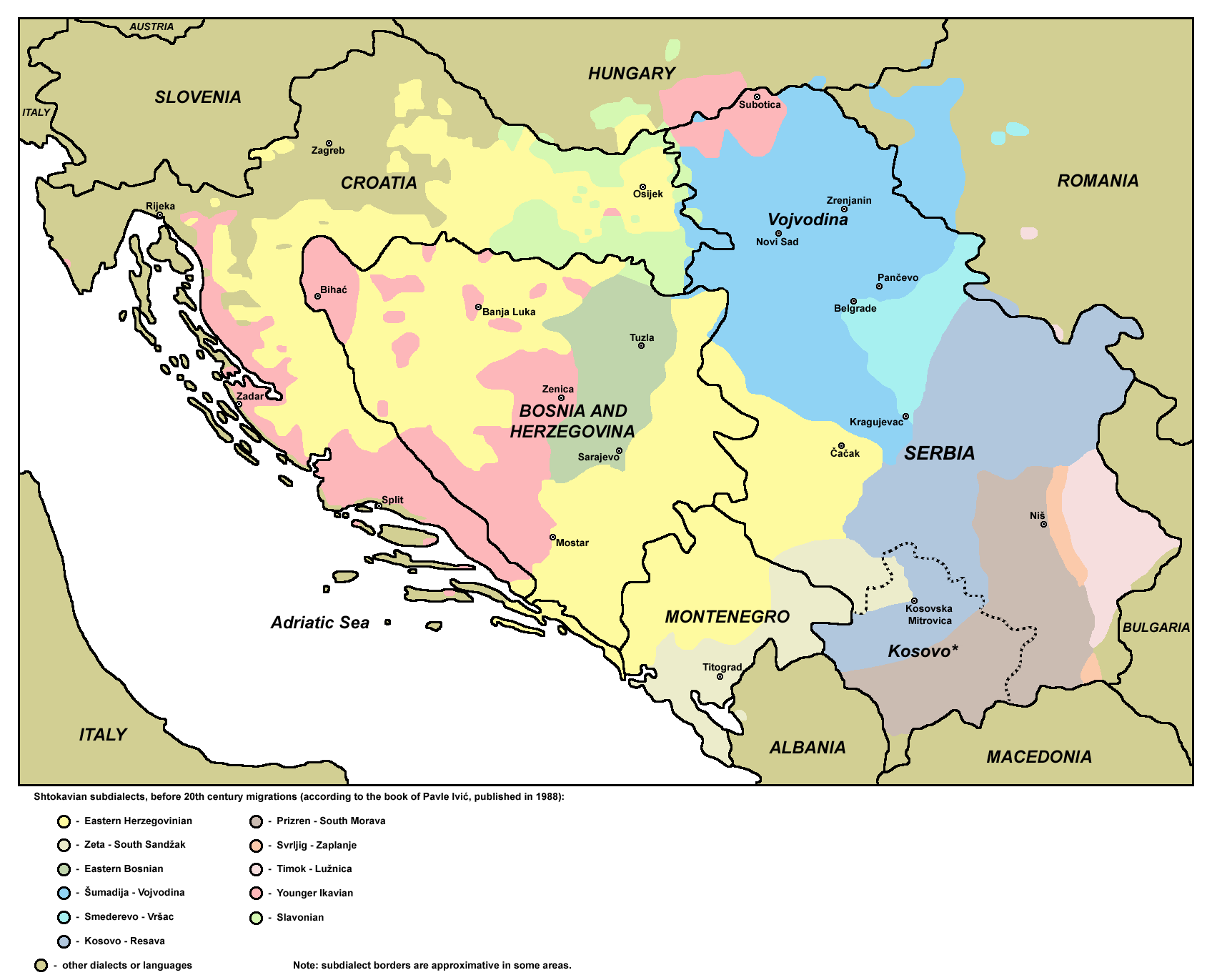
セルビア・クロアチア語シュト方言の分布図（20世紀に起こった民族移動以前）。黄色が東ヘルツェゴビナ方言。方言の境界線とユーゴスラビア分裂後の国境線は一致しない。

- バルカン半島のセルビア、クロアチア、ボスニア・ヘルツェゴビナ地方などで用いられる言語は、民族によって使用する文字や規範的な語彙などに違いはあるものの、言語学ではセルビア・クロアチア語という1つの言語とされる。ユーゴスラビア社会主義連邦共和国では「セルビア語」と「クロアチア語」という2つの言語として認知されていたが、ユーゴスラビア紛争を経て国家が分裂すると各国ごとに相異なった言語であると主張されるようになり、セルビア語とクロアチア語に加えて「ボスニア語」、更にモンテネグロ独立後は「モンテネグロ語」の存在も主張されるようになった。なお、発音や語彙の地域差と各言語の分布は一致せずむしろ横断的で（標準語はいずれの言語もシュト方言の東ヘルツェゴビナ方言を基盤としている）、言語の違いを決定付けるのは最終的には発話者の民族意識となる。Wikipediaにはセルビア語版Wikipedia、クロアチア語版Wikipedia、ボスニア語版Wikipediaが存在し、それらとは別に更にセルビア・クロアチア語版Wikipediaも存在する。
  - 旧ユーゴスラビア諸国の言語ではほかに、北マケドニアで用いられるマケドニア語も似た問題を抱えている。マケドニア語はブルガリア語と同系統であり、ブルガリア語の方言とするか別言語とするかを巡ってブルガリアと北マケドニアの間で論争がある[10]。
- ルーマニアとベッサラビア（現モルドバ）の言語は、元々どちらもルーマニア語として扱われ、大ルーマニア支配下では標準語の広まりによりほとんど差異がなくなっていた。しかしソビエト連邦の占領政策によりモルドバ語の存在が主張され、キリル文字化と並行してルーマニア語とモルドバ語は別言語とされた。ソ連崩壊後のモルドバ共和国では再びルーマニア語との同一性が主張されるようになり、2013年最高裁判所の判決にて「モルドバの公用語はルーマニア語である」と規定された。詳しくはモルドバの言語・民族性問題を参照。
- かつて東南アジア沿岸部では、マラッカ海峡を中心にマレー語が交易の共通語として使用された。オランダ領東インドの独立運動ではスマトラ島リアウで話されるマレー語がインドネシア語と名づけられ、インドネシア独立後、多民族多言語国家における共通語として整備された。そのためインドネシア語とマレーシアのマレー語の共通性は元々高く、1972年からは両国間で正書法の統一が行われている。現在もインドネシア語を広義のマレー語に含むことがあるが、一般には両言語は別言語として扱われている。詳しくはリングワ・フランカ#マレー語・インドネシア語を参照。
- ヒンディー語とウルドゥー語はムガル帝国時代は同じ言語とされ、使用する文字は異なるものの、標準語はどちらもデリー地方の方言を母体とし、現在も会話の意思疎通は容易である。しかし、インドとパキスタンの分裂後、パキスタンではペルシア語やアラビア語由来の要素を強化し、インドではイスラムの影響を排して代わりにサンスクリットの語彙を取り入れるなどの差別化が行われた経緯がある。詳しくはヒンドゥスターニー語を参照。
- 中国語は地域によって別の言語としか思えないほどの違いがあり、例えば北京市出身者と広州市出身者がそれぞれの話し言葉（北京語と広東語）で意思疎通するのは難しいが、共通の文字と書き言葉を持ち、「中国語という同じ言語を話している」という意識を話者が持っているため、それぞれ「中国語の方言」として扱われる[3]。ヴィクター・メアは中国における「方言」は「dialect」とは異なる概念であるとして、「方言」の直訳である「topolect」という語を使うことを提案している[11]。
- ノルウェー語とデンマーク語は十分に意思疎通が可能であるが、同一言語の方言とは扱われない[3]。ノルウェーとデンマークがデンマーク主体の同君連合であった時代にはノルウェーでもデンマーク語が書記言語として使用され、現代もノルウェー語の標準語にはその影響が強く残っている。
- ドイツ語は北部方言（低地ドイツ語）と南部方言（高地ドイツ語）で互いに通じないほど違うが、どちらもドイツ語を構成する方言とされている。一方でドイツ語北部方言とオランダ語は方言連続体をなすが、オランダ語はドイツ語の方言とみなされない。そのため、系統が近いドイツ語北部方言とオランダ語が別言語とされ、系統が遠いドイツ語北部方言とドイツ語南部方言は同言語とされる奇妙な状況が起こる。
- 英語には様々な方言が存在し、同じ文章を読む場合でも、地域や階層によっては発音の差異により意思の疎通が困難となることがある。標準語もイギリスとアメリカ合衆国では細部が異なる（イギリス英語、アメリカ英語を参照）。また、インド英語やシンガポール英語など、かつてイギリスの植民地だった地域には現地の言語に影響された独自の方言が発達している。
- アラビア語は東はオマーンから西はモーリタニアまで26の国家で公用語とされ、フスハーと呼ばれる文語が国の違いによらず標準語として機能している。アーンミーヤと呼ばれる口語には様々な変種があり、地域差のほか、宗派による差異、また遊牧民・農村・都市という生活形態の違いに由来する地域を越えた差異がある。現代アラブ世界でのフスハーとアーンミーヤの関係は、中世ヨーロッパのカトリック教会地域におけるラテン語とロマンス諸語の関係に似ている。後者が前者から派生して多くの変種に分かれていること、前者は日常語としては死語であるが、公的な話し言葉や書き言葉として通用し、後者は基本的に書かれることがまれであることが、その理由である。このことから、言語学においてアラビア語は二言語使い分け（ダイグロシア）の典型的な例とされる。
- 日本の沖縄県と鹿児島県奄美群島の言語は、地理的・歴史的要因から本土の日本語とは差異が著しく、「琉球方言」として日本語の一方言とする考えと、「琉球語」として日本語（「標準語」を含む本土諸方言の総称としての）と同系統（日琉語族）の別言語とする考え、さらには「琉球諸語」とみなし奄美語、国頭語、沖縄語、宮古語、八重山語、与那国語を個別言語とする考えがある。詳しくは琉球諸語#言語か方言かを参照。

## 近代（国民）国家と標準語政策
近代に至り、フランスをはじめとするヨーロッパ各国では、国民形成、国民統合と国民国家建設に欠かせない要件として、首都など有力な地域の方言をもとに標準語を整備し、公用語・国語として国中に普及させる政策が取られるようになった。標準語に選ばれなかった方言や少数言語は、多くの場合標準語普及を阻害する存在、あるいは規範から外れた言葉として否定的に扱われ、言語差別の標的となり、地位の低下や衰退を余儀なくされた。そうした政策は世界各国に広まり、日本も例外ではなかった。

### フランスの方言政策
絶対王政期のフランスでは、国家によってオイル語系の北フランスの方言を基にした標準フランス語が定められ、南部オクシタニアで話されるオック語系のプロヴァンス語などや、ロマンス語（イタリック語派）には属さない島嶼ケルト語系統のブルターニュ語、ドイツ語の方言に属すアレマン語系統のアルザス語など、標準フランス語とは系統の異なる地方言語を方言と定義付けて、方言よりも標準語を優越させる政策が始められた。例えば、学校教育において、方言を話した生徒に方言札を付けさせて見せしめにするということが行なわれた。この制度は日本にも取り入れられた。
第二次世界大戦後は、地方言語による学校教育やメディア活動が一定の範囲で徐々に認められるようになったが、現在もフランスでは標準フランス語を優越させる政策が続いている。1999年にリオネル・ジョスパンが地方言語または少数言語のための欧州憲章に署名した際には、地方言語保護は国家分裂を招きかねず憲法違反に当たるとの論争が起こり、批准は先送りとなった。
2020年11月には、訛りに基づく差別を人種差別の一種として禁止する法案が可決され、最高刑では禁錮3年および罰金4万5000ユーロが科されるようになった。これは、フランス本土内での地域差に加え、海外領土やアフリカ大陸のフランス語圏出身者も多く、発音の違いによる差別が依然大きな問題となっているためである。

### イタリアの方言政策
イタリアでは長い間、統一政府が作られず、外国を含めた多くの勢力によって分裂状態にあったため、地域による言語の差異が大きい。
方言が多様で争いさえ起きたイタリアでは、ラジオ・テレビ放送が始まった当初多くの人々が驚いたと言われている。それは、「放送局RAIが、標準語を定義した」というイタリアで初めての試みであったからである。農村部では「テレビ放送が始まってから、初めて標準語を知った」という老人も多かったと言われている。

### 日本の方言政策
明治時代以降、一個の政府のもとに中央集権国家として統一された日本では、学校教育や軍を中心に、東京方言（山の手言葉）を基盤とする標準語の普及を押し進めた。明治21年（1888年）に設立された国語伝習所の趣旨には「国語は、国体を鞏固にするものなり、何となれば、国語は、邦語と共に存亡し、邦語と共に盛蓑するものなればなり」とある。特に軍では、異なる地方の者同士では方言の差異のために命令の取り違えが発生しかねず、死活問題でもあった。このことから標準語以外の言語を抑圧する政策がとられ、地方の方言を話す者が劣等感（方言コンプレックス）を持たされたり差別されたりするようになり、それまで当たり前であった方言の使用が憚られることになった。ただし、方言追放を徹底できたとは言い難く、軍・政府の重鎮でありながら終生南部弁が抜けなかった米内光政のような例もある。昭和初期、ラジオ放送における放送用語の基準が策定される過程で、地方放送に各地の方言を取り入れる案もあったが、標準語普及が強く求められた時代背景から、「共通用語と方言との調和をはかる」とするに留められた（放送用語を参照）。
なお、標準語教育に資する目的もあって方言の調査研究は古くから各地で盛んに行われており、明治30年（1897年）には当時の文部省の主導で全国一斉調査が行われている（その後関東大震災によって同省内の記録は焼失したが、地方の有志により一部が断片的に残る）。日本における方言研究史については方言学ならびに日本語学を参照。民俗学とも関わりが深い。
高度経済成長期後の日本では、学校教育やテレビ・ラジオの影響などによって標準語（全国共通語）が全国に浸透し、学校教育では方言と共通語の共生が図られるようになった。しかし、積極的に方言を保護しようとする動きはその後も鈍く、各地の方言の衰退や変容は一層進み、アクセントは多くの地域で保持されているが、語彙は世代を下るに従って多くが失われている。平成21年（2009年）には、これまで方言と見なされることの多かった日本国内の一部の言語（琉球諸語・八丈語）がユネスコによって消滅危機言語であると指摘され、それ以降、文化庁などを中心に消滅の危機にある言語・方言の記録・保存・継承に向けた取り組みが活発になった。

## 生物の名
生物の名は、各地で古くから使われた地方ごとの名があることが多く、方言名と呼ばれることがある。日本の場合、生物学では学名とともにそれに対応する標準和名をつけることが多く、これと方言名との間で標準語と方言のような対立を生む場合がある。
方言名が生まれるためにはその生物がその地域の人間に特定的に認識され、親しまれる必要がある。そのため、たとえばごく小さな昆虫には害虫でない限りそれがないことが多い。他方、よく親しまれていても、それが他地域との間で流通する場合には、統一されることが多い。アユはその例である。従って、親しまれていて、なおかつ流通しないものに方言名が多く、メダカはその例で日本中で5000もの別名がある。カブトムシやクワガタムシもよく親しまれ、ごく最近までは流通しなかったものであり、多くの地方名があったようだが、昆虫採集少年たちが標準和名を広めたため、消失した。
なお、方言名がそのまま和名として採用される例もある。アカマタやガラスヒバァなどはこの例である。